# Estnischer Fußballpokal 2000/01
Der Estnische Fußballpokal 2000/01 war die elfte Austragung des estnischen Pokalwettbewerbs der Männer. Das Finale fand am 24. Mai 2001 statt.
Pokalsieger wurde der JK Trans Narva. Titelverteidiger FC Levadia Maardu schied im Halbfinale aus.

## Teilnehmende Teams
- Meistriliiga (8 Teams): FC Flora Tallinn, FC Kuressaare, FC Levadia Maardu, FC Lootus Kohtla-Järve, JK Trans Narva, FC TVMK Tallinn, FC Valga, Viljandi JK Tulevik

- Esiliiga (5 Teams): FC Lelle, FC Maardu, Muhumaa JK, JK Pärnu Tervis, FC Viljandi

- II Liiga (1 Team): JK Kalev Sillamäe

- III Liiga (1 Team): JK Kalev Sillamäe-Junior

- IV Liiga (2 Teams): FC Toompea, FC Concordia Tallinn

- V Liiga (1 Team): Raasiku JK

## 1. Runde
Teilnehmer: Fünf Teams der drittklassigen II Liiga und tiefer, sowie fünf Zweitligisten, die auswärts antraten.
|                          | Ergebnis |                 |
| ------------------------ | -------- | --------------- |
| FC Toompea               | 0:9      | JK Pärnu Tervis |
| JK Kalev Sillamäe        | 2:1      | FC Lelle        |
| FC Concordia Tallinn     | 0:8      | FC Maardu       |
| JK Kalev Sillamäe-Junior | 1 -:+ 1  | FC Viljandi     |
| Raasiku JK               | 1:5      | Muhumaa JK      |

## 2. Runde
Teilnehmer: Die fünf Sieger der 1. Runde und fünf Erstligisten 2000 (FC Kuressaare, FC Lootus Kohtla-Järve, JK Trans Narva, FC TVMK Tallinn und FC Valga).
|                   | Ergebnis              |                        |
| ----------------- | --------------------- | ---------------------- |
| FC Maardu 2       | 1:0                   | FC TVMK Tallinn        |
| JK Pärnu Tervis   | 3:4                   | FC Kuressaare          |
| FC Viljandi 3     | 2:2 n. V. (+.- i. E.) | FC Valga               |
| JK Kalev Sillamäe | 0:1                   | FC Lootus Kohtla-Järve |
| Muhumaa JK        | 00:10                 | JK Trans Narva         |

## Viertelfinale
Teilnehmer: Die fünf Sieger der 2. Runde und drei weitere Erstligisten (FC Flora Tallinn, Viljandi JK Tulevik und FC Levadia Maardu).
|                        | Gesamt |                     | Hinspiel | Rückspiel |
| ---------------------- | ------ | ------------------- | -------- | --------- |
| FC Levadia Tallinn     | 2:8    | FC Levadia Maardu   | 2:3      | 0:5       |
| FC Lootus Kohtla-Järve | 4:2    | Viljandi JK Tulevik | 1:1      | 3:1       |
| FC Elva                | 00:11  | FC Flora Tallinn    | 0:4      | 0:7       |
| JK Trans Narva         | 7:4    | FC Kuressaare       | 4:1      | 3:2       |

## Halbfinale
Die Hinspiele fanden am 2. Mai, die Rückspiele am 16. Mai 2001 statt.
|                        | Gesamt |                  | Hinspiel | Rückspiel |
| ---------------------- | ------ | ---------------- | -------- | --------- |
| FC Levadia Maardu      | 1:4    | FC Flora Tallinn | 0:2      | 1:2       |
| FC Lootus Kohtla-Järve | 2:3    | JK Trans Narva   | 1:1      | 1:2       |

## Finale
| Paarung          | JK Trans Narva – FC Flora Tallinn |
| Ergebnis         | 1:0 n. V. |
| Datum            | 24. Mai 2001 |
| Stadion          | Keskstaadion, Valga |
| Zuschauer        | 400 |
| Schiedsrichter   | Hannes Kaasik |
| Tore             | 1:0 Oleg Kurotškin (111.) |
| JK Trans Narva   | Aleksandr Djatšenko – Oleg Kurotškin, Oleg Kolotsei, Aleksei Jagudin, Viktor Vjalov – Nikolai Toštšev, Sergei Zamorski, Sergei Kazakov, Oleg Gorjatšov – Dmitri Lipartov, Maksim Gruznov Cheftrainer: Anatoli Belov ( Russland)                               |
| FC Flora Tallinn | Martin Kaalma – Meelis Rooba, Martin Reim, Raio Piiroja, Teet Allas – Marko Kristal, Kert Haavistu, Jevgeni Novikov, Aleksandr Saharov (86. Andrei Antonov) – Märt Kosemets (106. Antti Arst), Aleksandr Tarassenkov Cheftrainer: Arno Pijpers ( Niederlande) |
| Gelbe Karten     | Oleg Kolotsei, Aleksei Jagudin, Sergei Zamorski – Raio Piiroja, Teet Allas, Aleksandr Tarassenkov |